# Pecetto Torinese
Pecetto Torinese (piemontesisch Psé) ist eine Gemeinde in der italienischen Metropolitanstadt Turin (TO), Region Piemont.

## Lage und Einwohner
Pecetto Torinese liegt 12 km südöstlich vom Stadtzentrum Turins entfernt. Das Gemeindegebiet umfasst eine Fläche von 9 km² und hat 4001 Einwohner (Stand 31. Dezember 2023). Zur Gemeinde zählen noch die Dörfer Borgo San Martino, Eremo, San Luca, Tetti Rosero und Valle San Pietro. Seine Gemeindegrenze reicht bis zum Colle della Maddelena.
Die Nachbargemeinden sind Turin, Pino Torinese, Chieri, Moncalieri, Cambiano und Trofarello.

## Söhne und Töchter der Gemeinde

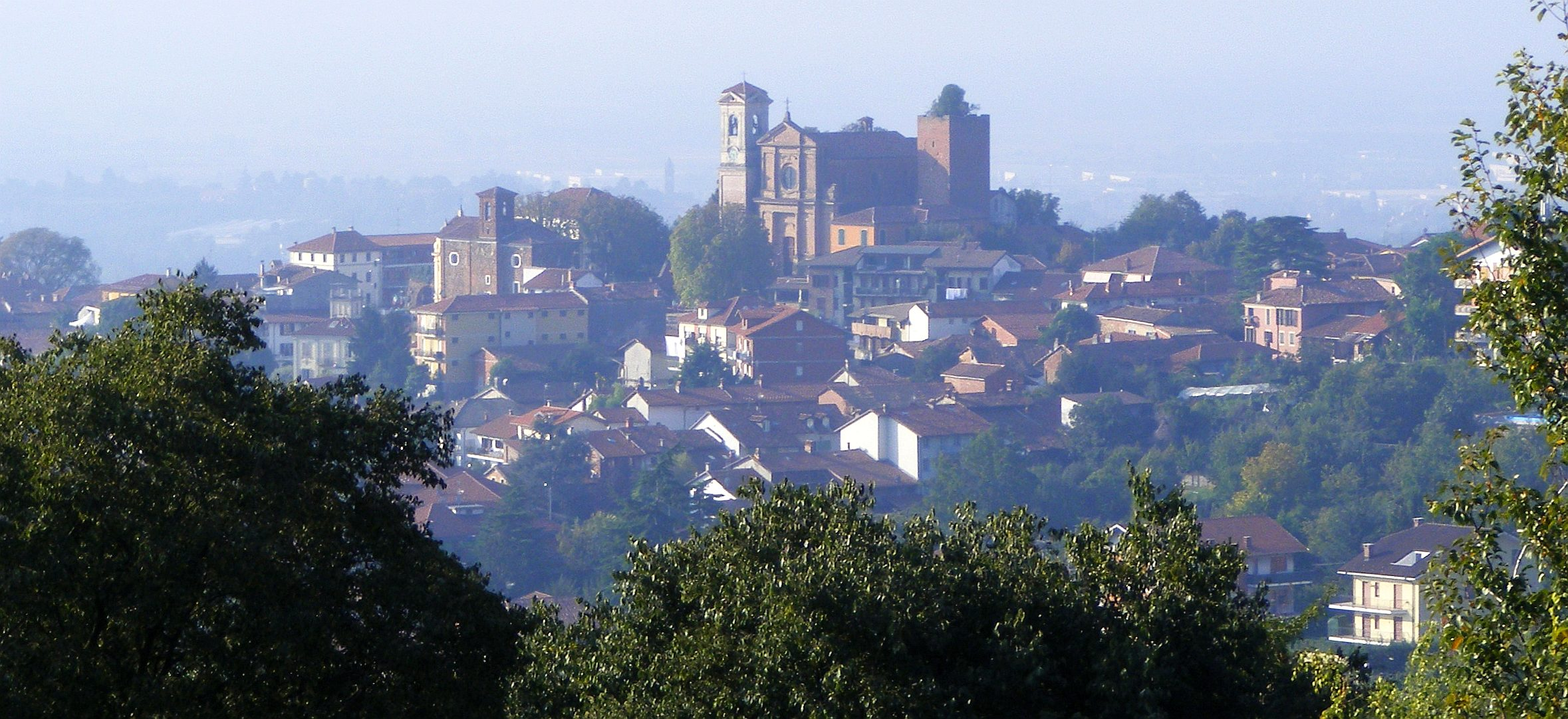
Panorama

- Roberto Rosetti (* 1967), Fußballschiedsrichter